# Colpochila affinis
Colpochila affinis är en skalbaggsart som beskrevs av Britton 1986. Colpochila affinis ingår i släktet Colpochila och familjen Melolonthidae. Inga underarter finns listade i Catalogue of Life.